# Fassa Bortolo
Fassa S.r.l. è una società a responsabilità limitata italiana, che opera fin dal Settecento nel settore della produzione di adesivi, sigillanti e altri ausiliari per l'edilizia. 

## Storia
Risale al 1710 l'inizio dell'attività della famiglia nel settore dell'edilizia. L'azienda si occupava inizialmente della produzione di calce che veniva ricavata da sassi e ciottoli raccolti dal greto del fiume Piave. Negli anni quaranta, le "Premiate Fornaci Riunite Beltrame Fassa Olivato", sotto il marchio "La Calce del Piave", producevano soprattutto "calce viva in ciottolo" con unità produttive dislocate in quattro provincie del Veneto (Treviso, Padova, Vicenza, Venezia) e in Friuli. La ditta fu il secondo utente ad attivare un telefono a Spresiano.
Dopo 300 anni di storia è diventata uno dei maggiori leader in Italia e a livello internazionale nella produzione di prodotti e soluzioni per l'edilizia, tra i quali calce e derivati, intonaci, pitture e rivestimenti, adesivi, massetti, sistemi di isolamento termico, macchine e attrezzature per cantiere e una linea di lastre in gesso rivestito e accessori per il montaggio.
Al 2012 è presente sul territorio italiano con 13 stabilimenti e, dal 2004, anche in Portogallo con una unità produttiva a Batalha, e nove filiali tra Italia, Francia, Spagna, Svizzera e Inghilterra.
Dal 2000 al 2005 è stata sponsor di una squadra ciclistica professionistica, l'omonima Fassa Bortolo.